# Hulua convoluta
Hulua convoluta is een spinnensoort in de taxonomische indeling van de Desidae.
Het dier behoort tot het geslacht Hulua. De wetenschappelijke naam van de soort werd voor het eerst geldig gepubliceerd in 1973 door Raymond Robert Forster & Wilton.